# Дин, Уильям Патрик
Сэр Уильям Патрик Дин (англ. William Patrick Deane; 4 января 1931, Мельбурн, Виктория, Австралия) — австралийский государственный и политический деятель, двадцать второй генерал-губернатор Австралии с 11 февраля 1996 по 29 июня 2001 года.

## Биография

### Молодые годы
Уильям Патрик Дин родился 4 января 1931 года в Мельбурне, в штате Виктория в Австралии. Учился в колледже Святого Иосифа в Хантерс-Хилле и в Университете Сиднея, где окончил факультет искусств и права. Стажировался в Академии международного права в Гааге.

### Карьера
После окончания учёбы Дин работал в Министерстве генерального прокурора Австралии в Канберре и в юридической фирме «Minter Simpson» (впоследствии «Minter Ellison»). Он также совершил поездку в Европу для изучения международного права. В 1957 году вступил в палату адвокатов Сиднея, а также читал лекции о законах в университете.
В это время, Дин принимал активное участие в деятельности католической общины и проявил интерес к политике. В 1955 году он на короткое время стал членом Демократической лейбористской партии — католической и антикоммунистической части Лейбористской партии Австралии. Вскоре он разочаровался в партии и не участвовал в активной политической деятельности, но находился под сильным влиянием прогрессивных католических доктрин социальной справедливости и оппозиции к расовой дискриминации.

### Карьера в суде
В 1977 году Дин был назначен судьей Верховного суда штата Новый Южный Уэльс, и, в том же году был назначен в Федеральный суд Австралии и президентом австралийской торговой практики Трибунала. В июне 1982 года он был назначен в Высокий суд Австралии, заменив Ниниана Стивена с назначением его на пост генерал-губернатора. В августе 1982 года получил рыцарский титул.

### Пост генерал-губернатора Австралии
В августе 1995 года лейбористский премьер-министр Пол Китинг, объявил, что королева Елизавета II согласилась с назначением Дина на должность генерал-губернатора Австралии, после отставки Уильяма Хейдена. Дин ушел из Высокого суда в ноябре и был приведен к присяге в качестве генерал-губернатора 16 февраля 1996 года. Менее чем через месяц либерально-национальная коалиция во главе с Джоном Говардом победила правительство Китинга на австралийских федеральных выборах 1996 года.
Срок полномочий Дина должен был истечь 31 декабря 2000 года, но был продлен по рекомендации правительства Говарда до середины 2001 года, чтобы дать ему возможность быть на посту генерал-губернатора в момент столетия празднования Федерации.
В 2000 году во время губернаторства У. П. Дина Австралия принимала XXVII летние Олимпийские игры, которые проходили в городе Сидней. При этом он и открывал эти игры.

### Последующая деятельность
Дин является покровителем большого числа благотворительных организаций, работающих в неблагоприятных условиях, работающих с бездомными, молодежью, занимающимися образованием и здравоохранением коренных народов. В 2001 году Дин был награждён Сиднейской премией мира «за последовательную поддержку уязвимых и обездоленных австралийцев и твердую приверженность делу примирения». В 2013 году он был назначен Правительством Австралии покровителем празднования столетия Национальной столицы.

## Награды
В августе 1982 года он стал Кавалером Ордена Британской империи, через несколько недель после своего назначения в Верховный суд. В День Австралии 1988 года он был произведен в Компаньоны Ордена Австралии.